# 未確認で進行形
『未確認で進行形』（みかくにんでしんこうけい、Mikakunin De Sinkoukei、Engaged to the unidentified）は、荒井チェリーによる日本の4コマ漫画作品。一迅社発行の漫画雑誌『まんが4コマぱれっと』で2009年6月号から2022年4月号まで連載され、同誌の休刊により、その後『月刊ComicREX』（同）に移籍して2022年6月号より2024年5月号まで連載。学研パブリッシング発行の男性向けアニメ情報雑誌『メガミマガジン』でも2014年2月号から5月号まで出張版として連載された。
女性だけという点を除けばごく普通の一般家庭で、許婚の少年や彼の妹と同居することになった少女の奇妙な生活を、ラブコメ風に描く。
2014年1月から3月にかけてテレビアニメが放送された。詳細は#テレビアニメを参照。アニメ版の公式の略称は『MDS』（みでし）。

## ストーリー
夜ノ森小紅は、離婚して仕事に多忙な母・夜ノ森茜の代わりに家事を担当しながら、姉・夜ノ森紅緒と共に3人で平穏に生活していたが、16歳の誕生日を迎えたある日、許婚と主張する少年・三峰白夜や彼の妹・三峰真白に出会い、同じ学校に通いつつ自宅で一緒に生活することになる。小紅は寝耳に水の話に反発しつつ、小姑を自称する真白と、いつもは味方のはずの紅緒が、互いの家族にケチをつけつつも二人がいずれ結婚することを前提に話を進めていくことに困惑し、木訥な態度で真っ直ぐな好意を向けてくる白夜を邪険に扱おうとする。しかし白夜が、幼い頃の小紅を大怪我と引き替えに助けてくれた命の恩人で、それ以来ずっと許婚である小紅との再会を待っていたという事情を聞かされて、小紅は自分の態度を反省するとともに、よくよく考えれば白夜を嫌う理由らしい理由もなく、まんざらでもない気持ちに傾きつつある自分に気がつく。
一方、それと前後して、小紅は三峰兄妹が普通の人間ではなく、超常的な力を持った妖怪変化のたぐいであることを知らされるが、彼らは自分たちの一族のことを詳しくは話したがらず、また簡潔に説明できないようでもある。小紅は今まで思い描いてきた恋愛とは大きくかけ離れた現状に困惑しつつ、双方の家族や親友である桃内まゆら、以前から同じ学校に通っていた白夜の同族の末続このはをはじめとする周囲の人間に背中を押されたり邪魔されたりしながら、白夜との関係をぎこちなく詰めていくことになる。

## 登場人物

### メインキャラクター
キャラクターの名字は、福島県浜通りの地名になっている。
夜ノ森 小紅（よのもり こべに）
声 - 照井春佳
本作の主人公。セミロングのツインテールが特徴。巨乳でお尻が大きく、安産型のグラマーな体型だが、本人はそれを気にしている。まじめで温厚、控えめな性格である。容姿も相まって男子に人気があるが、紅緒の生徒会権限によりもみ消されるため、本人は気づいていない。家事全般が得意で、三食の調理も担当している（母と姉は料理ができない）。アルコールを摂取すると小言を言い続けるようになる。虚弱体質で運動は苦手であるが、勉強はできるほうである。
姉の影響で、紅緒を「姉様」、茜を「母様」と呼び、身近な相手にはこの2人にかぎり敬語になる。身内以外の知り合いや三峰兄妹に対しては、砕けた荒っぽい口調になる。
16歳の誕生日にはじめて許婚の白夜のことを聞き、それ以降は真白を含めて同居している。白夜の言動に混乱しながらも、少しずつ彼を理解しようとし、許嫁として一定の理解と好意を寄せていく。じつは幼少期に白夜と会っており、その際、生命にかかわる事故にまき込まれ、彼の力を半分分け与えられることで一命を取り留めていた。三峰の力が混ざったことによって、真白からは「半分同族」とまでいわれており、幼少期赤かった瞳の色が、現在は白夜と同じ紫色になっている。前述の虚弱体質は、人体に適さない三峰の力が入ったため生まれたものである。
前述の事故を起因とする記憶喪失のため、その事実自体を長い間忘れており、思いだしてからは白夜への感謝とともに、申しわけない気持ちに苛まれる。同様に、事故を止められなかった事を後悔していた白夜と結果的にあいこということになり、自ら白夜をデートに誘うといったアプローチも見せるようになった。白夜からの告白を受けて、紆余曲折を経ながらも白夜へ自分の気持ちを伝え、改めて許嫁関係として出発することとなる。
三峰 白夜（みつみね はくや）
声 - 羽多野渉
小紅の許婚として小紅の家にやってきた少年。長身で大人びた格好だが、小紅と同い年である。故郷は道路に信号機が設置されていないほどの田舎。基本的に無口で表情に乏しく、存在感が薄い。周囲からは、ぼんやりとした性格にみられているほか、体格から敬遠されていることもあり、友人は少ない。ひとりの際は、自室でカプラのような積み木をして時間をつぶしている。
妹の真白にさえ真意や感情が読めない存在であったが、小紅は徐々に細かな感情変化までわかるようになった。
小紅への思いは本物であり、あまりにもストレートな言動で小紅を困惑させることもある（「小紅はいつでもかわいい」「小紅が作ったものならなんでもおいしい」、等）。逆に、それ以外の人に対しては関心が薄く、同族であるこのはと会った際も「興味がない」とうけ流していた。ただし紅緒に関しては、仲良くしないと小紅が傷つくという理由で関係性を模索している。
人間離れした身体能力をもつほか、電子機器を狂わせてデータを消すといった力もある。勉強では暗記科目は得意だが、応用問題が苦手。
その正体は人間ではなく、幼少時に小紅と出会った際は大きな黒い犬の姿をしていた。頭を小紅に撫でられたことがきっかけに、ことばで表現できないときには頭を撫でる行動にでる。
かつて、小紅が事故にあった際には、自分のケガを顧みずに彼女を助けようと自身の力を分け与えた経緯があり、小紅の命の恩人である。しかし、「自分がしっかりしていれば小紅がケガをすることがなかった」と後悔しており、小紅が事故のことを覚えていないことに安堵している。右目を伸ばした前髪で隠しているが、これは小紅を助けた際に負った傷を隠すためである。
小紅に誘われたデートで告白をし、小紅に対して返答を求めた。
夜ノ森 紅緒（よのもり べにお）
声 - 松井恵理子
小紅の2歳上の姉。文武両道の美少女であり、学校では生徒会長を務めており、その際は眼鏡をかけている。
極度の妹好きであり、幼少期から小紅を溺愛している。小紅の「母様」や「姉様」などの言い回しをけしかけた張本人。現在では、義妹（予定）の真白にも過度な愛情を注いでおり、真白にとっては天敵ともいえる存在。真白からは一方的に避けられているが、ポジティブさと、「ツンのあとにはデレがある」という信念のもと、まったく動じる様子を見せない。
一方、白夜に対しては「小紅を取られておもしろくない」「ラブコメに食傷」といった態度をみせ、白夜本人からは父親のようだと形容されている。普段避けられている真白などから自発的に好意を寄せられると弱く、心の整理がつかないと言って逃げ出したことがある。
学校ではその素性は知られておらず、品行方正で優秀な生徒会長として活躍している。同性異性問わず人気が高いが、真白はこの状況を「毒ガスでやられている」としてうけ入れていない。
小紅とは対照的に、人並み外れた身体能力や頑丈さを持っているが、料理や洗濯などの家事は苦手。
幼少期に田舎へ行った際、友人と遊びたかったため、自分の代わりに小紅を遊びに連れて行くよう促したことが原因で、小紅が重傷を負う経緯をもつ。そのことに自責の念に苦しんでいるが、小紅には伝えられずにいた。
前述の自身を「最低」と形容し、同時に命の恩人である白夜に対しては真の意味で反発することができず、彼が許嫁になるとしてもしかたがないことと認識している。
三峰 真白（みつみね ましろ）
声 - 吉田有里
白夜の妹。小紅にとっては、小姑にあたる。小柄な外見と後ろで結わえて下ろした長髪が特徴。9歳。田舎からでて街で暮らす兄のことを心配し、白夜といっしょに夜ノ森家へ居候をしにやってくる。
年齢の割に大人びたもの言いで、常に敬語で会話をする。洋風の味にあこがれたり、テレビ番組に夢中になるなど、子供らしい一面もみせることがある。怖いものが苦手で、強がりつつも話題に出るだけでも怯える（一方、UFOやオカルトにはのめり込んでいる）。また、紅緒による過度なスキンシップも苦手で、彼女に拒否や罵倒の態度を示している。
「三峰の家の力」によって小紅や白夜と同じクラスに転入している（そのため、周囲の生徒は違和感を感じていない）。しかし自分の背丈に(高校の)制服のサイズが合わないため、腕が指先まで制服の袖に隠れてしまっている。故郷では子供が白夜と真白しかいなかった為、いつも二人一緒に勉強しており、小中学校の学習課程はほとんど修了していて、高校の授業にほぼ支障はない様子を見せる。
白夜と同じ一族であり、人ではない。兄同様に身体能力が高く、相手に暗示をかけることもできる。真白本人も変身することができるが、白夜と同じ動物かは不明。

### 学校の関係者
桃内 まゆら（ももうち まゆら）
声 - 愛美
小紅の友人。小紅と白夜の関係を、両家の関係者以外で最初に知った人物。それ以来、白夜や真白とも親しくなる。
おっとりとした性格であり、やや天然気味。しかし、真白の年齢の違和を指摘するような素振りをみせたり、小紅が責任感から白夜と結婚するのは「おかしい」と指摘するなど、洞察力が高く、物事をハッキリ口にする一面もある。
実家は大手の菓子製造業であり、そこのお嬢さまでもある。そのため、真白がほしがっていたUMAのチョコセットを届けたこともある。
鹿島 撫子（かしま なでしこ）
声 - 佐倉綾音
学校の生徒会副会長であり、紅緒の同級生。夜ノ森姉妹とは幼なじみ。
クールな性格であり、小紅や真白絡みで暴走しがちな紅緒を諌め、毎回あきれながらも紅緒の言動につきあっている。
本当は子供好きなのだが、普段の表情が怖いせいか子供に怖がられてしまうことを悩んでいる。
大野 仁子（おおの にこ）
声 - 角元明日香
新聞部員の1年生であり、このはの友人。「学校一の人気者の妹」という視点から、小紅の行動を追う。空気が読めない体質。
やる気にあふれており、将来の部長のイスを狙う野心家でもある。まゆらからは、「新聞部には向かない」と笑顔で評価されている。
当初は、「真白は子供なのに高校にきているのはおかしい」と疑問に感じていたが、現在ではその疑問自体を忘れている。
紅緒の妹ということで小紅をつけまわしており、まゆらや白夜から注意されてもやめようとしなかったが、のちに新聞部を通じて、紅緒から小紅の記事の作製禁止をいい渡された。
住宅街の屋根に飛び移っていた真白（本人曰く「フライングヒューマノイド」）と遭遇したことがきっかけで「知っている人」になり、UMAのスクープを狙うようになる。
末続 このは（すえつぎ このは）
声 - 藤田咲
生徒会書記の1年生（小紅とは隣のクラス）であり、仁子の友人。長い金髪が特徴。興奮すると、訛った口調になる。
菓子をつくっては、紅緒と撫子に振る舞っている。
ここ1、2年の間に田舎からこの街へ引っ越してきており、当初は街に不慣れで困っていた際、通りすがりの紅緒に助けてもらったことがある。それをきっかけに彼女を慕い、同じ高校に進学して生徒会にも入るまでに至った熱狂的な紅緒ファン。それも回を追うごとに悪化していき、仁子が紅緒と話したというだけでジェラシーを感じるまでに発展した。仁子に撮ってもらった紅緒の写真が宝物。
入学直後は、紅緒の実妹の存在を許せず小紅に嫉妬していたが、現在は真白に敵愾心の矛先を向けている。
その正体は白夜や真白と同族であり、人ではない存在。母親からは「同族の男をみつけたらツバをつけておけ」と言われている。
家族構成は父、母(このみ)、弟(くれは)と４人家族

### 主人公たちの親族
夜ノ森 茜（よのもり あかね）
声 - 渡部優衣
小紅と紅緒の母。離婚しており、女手一つで娘たちを育ててきた。仕事が忙しいため、家事はほとんど小紅に任せている。
三峰の正体については知っているが、それ以前に小紅が白夜に助けられた経緯から、三峰の家には感謝してもしきれないと話している。
三峰 白雪（みつみね しらゆき）
声 - 駒形友梨
白夜と真白の母。着物姿の小柄な美人。白夜や真白と同じく、人ではない存在。
ふたりの子供がいるとはいえ、初対面で紅緒と小紅に驚かれ、茜には秘訣を聞かれるほどに若い。楽観的に見えて掴み所のない性格で、自分たち一族の秘密をあっさり小紅たちに漏らしたりと口の軽い部分もあるが、話す相手をきちんと選んでいる様子も見受けられる。
食べ物の誘惑に弱く、夜ノ森家を訪ねて街へときた際には、寄り道して沢山の和菓子や洋菓子を買っていた。また、乗り物も好きな模様。
小紅を気に入っており、将来立派な嫁がきてくれることを喜んでいた。
末続 このみ（すえつぎ このみ）
末続このはの母。三峰白雪とは同級生。
このはをまだ子供扱いするなど、可愛がっている。
片思いしていた三峰君（後の白雪の夫）が白雪とのお見合いで結婚した事にトラウマを持ってるせいか、白雪が苦手。その事もあり、このはには結婚するなら同族の男子とする様に言いつけたり、「人間はダメよ人間は…っ」「もたもたしてると…」と漏らしている。
駒ヶ峰 初（こまがみね うい）
白夜と真白の従姉妹。新の妹。母親は三峰白雪の姉。見た目が真白に似ている。
真白と違い素直な性格。紅緒の誘いに素直に従いかえって紅緒を戸惑わせる。
運動神経が高く、あの紅緒ですら追いつくのが困難なほど素早い。
駒ヶ峰 新（こまがみね あらた）
白夜と真白の従兄弟。初の兄。母親は三峰白雪の姉。見た目が真白に似ている。
性格は素直でしっかり者、初の面倒を見てくれた紅緒達にお礼を言える等、礼儀正しい子。白夜をはーくん。ましろをまーちゃんと呼ぶ。
同族である末続このはとお見合いの話があがる。
末続 くれは（すえつぎ くれは）
このはの弟。このはからは「生意気で小学生のくせに彼女持ち」と言われている。
物言いに生意気な部分はあるがしっかり者で心配性の気があり、姉がお見合い相手(新)に初めて会う前に、姉の服装や性格についてアドバイスをしている。

## 書誌情報

### 誤掲載
2010年8月発売の同年10月号において、編集側の原稿取り違えにより、翌11月号に掲載予定の作品を誤掲載するというミスが発生した。この件について、一迅社は公式サイトに本来掲載すべきだった作品を公開し、その上で11月号に同作品と10月号に掲載済みの作品を正しい順序で同時掲載するという対応を行った。

### 既刊一覧
- 荒井チェリー 『未確認で進行形』 一迅社〈4コマKINGSぱれっとコミックス〉（12巻まで）→〈REXコミックス〉（13巻から）、全16巻[6]
  1. 2010年7月22日発売、ISBN 978-4-7580-8088-0
  2. 2011年10月22日発売、ISBN 978-4-7580-8135-1
  3. 2012年11月22日発売、ISBN 978-4-7580-8161-0
  4. 2013年12月28日発売、ISBN 978-4-7580-8194-8
    - DVD付き限定版、ISBN 978-4-7580-8195-5

  5. 2014年3月28日発売、ISBN 978-4-7580-8198-6
    - DVD付き特装版、ISBN 978-4-7580-8199-3

  6. 2015年3月20日発売、ISBN 978-4-7580-8228-0
    - ドラマCD付き特装版、ISBN 978-4-7580-8229-7

  7. 2016年3月22日発売、ISBN 978-4-7580-8260-0
    - ドラマCD付き特装版、ISBN 978-4-7580-8261-7

  8. 2017年5月22日発売、ISBN 978-4-7580-8286-0
    - ドラマCD付き特装版、ISBN 978-4-7580-8287-7

  9. 2018年7月21日発売、ISBN 978-4-7580-8308-9
    - ドラマCD付き特装版、ISBN 978-4-7580-8309-6

  10. 2019年7月22日発売、ISBN 978-4-7580-8323-2
    - 特装版、ISBN 978-4-7580-8324-9

  11. 2020年7月22日発売、ISBN 978-4-7580-8348-5
    - 特装版、ISBN 978-4-7580-8349-2

  12. 2021年6月22日発売、ISBN 978-4-7580-8364-5
    - 特装版、ISBN 978-4-7580-8365-2

  13. 2022年4月23日発売、ISBN 978-4-7580-6971-7
    - 特装版、ISBN 978-4-7580-6972-4

  14. 2023年2月27日発売、ISBN 978-4-7580-8409-3
    - 特装版、ISBN 978-4-7580-8410-9

  15. 2023年9月27日発売、ISBN 978-4-7580-8449-9
    - 特装版、ISBN 978-4-7580-8450-5

  16. 2024年6月27日発売、ISBN 978-4-7580-8545-8
    - 特装版、ISBN 978-4-7580-8546-5

## テレビアニメ
| 原作                 | 荒井チェリー （まんが4コマぱれっと 一迅社刊）                  |
| チーフプロデューサー | 藤田雅規、井熊勝博                                             |
| プロデューサー       | 吉澤隆、古屋敦史、清水美佳 鎌田肇、吉川敦史 松村俊輔、大室正勝 |
| 監督                 | 藤原佳幸                                                       |
| シリーズ構成・脚本   | 志茂文彦                                                       |
| キャラクターデザイン | 菊池愛                                                         |
| プロップデザイン     | 久保茉莉子、松本恵                                             |
| 総作画監督           | 菊池愛、天崎まなむ、尾尻進矢                                   |
| 美術監督             | 川口正明                                                       |
| 色彩設計             | 石黒けい                                                       |
| 撮影監督             | 桒野貴文                                                       |
| 編集                 | 平木大輔                                                       |
| 音響監督             | ハマノカズゾウ                                                 |
| 音楽                 | 市川淳                                                         |
| 音楽プロデューサー   | 三上政高                                                       |
| 音楽制作             | 東宝                                                           |
| アニメーション制作   | 動画工房                                                       |
| 製作                 | 未確認で進行形製作委員会                                       |

2014年1月から同年3月にかけてTOKYO MX・BS11ほかで放送された。テレビで放送された12話に加えて、OVA2話が制作された。概ね原作第5巻までの内容が映像化されたが、原作とはストーリーの流れに多少の違いがあり、テレビアニメの最終回となる第12話はアニメ独自のエピソードで締め括られている。

### 製作
監督の藤原佳幸は『GJ部』の第1話を担当した彼の絵コンテを見た東宝プロデューサーの吉澤隆による依頼、キャラクターデザインの菊池愛は『GJ部』のオープニングアニメーション原画を気に入った藤原の要望を聞いた動画工房プロデューサーの鎌田肇による提案、シリーズ構成の志茂文彦はプロデューサー陣による推薦で、それぞれ起用された。
まず、藤原は原作の第1巻で小紅の身体にある幼い頃の傷跡を真白が見つける入浴シーンをそのままアニメ化すると、お色気の強い作品だと誤解されそうな懸念を持った。そのため、アニメではシチュエーションに変更が加えられ、第4話の後半で寝込んだ小紅の汗を真白が拭いてあげた際に傷跡を見つけるという展開になっている。そういった原作のエピソード整理が為された第1話は絵コンテの段階で尺を5分オーバーしたため、オープニングを最後で流すという構成になった。また、第1話は藤原が『伝説の勇者の伝説』の助監督時代に実力を見込んで今回直に依頼した、編集の平木大輔にも助けられている。
キャラクターの掛け合いの魅力を損なわずにアニメとしても成立させる点に配慮する一方、キャラクターデザインについては巨乳安産型である小紅が服の上からでも胸の大きさがわかるものの太っては見えないように藤原が配慮し、菊池もそれに応えた。また、小紅だけでなく全キャラクターのデザインに関しては輪郭部に原作にない白いハイライトが入れられたが、これは舞台を雪国にすることと作品の時間軸を放送時期に合わせることが決まったため、白が基調の背景と色の強いキャラクターのマッチングを考えてのことである。
紅緒の変態ぶりの表現など声優たちのアドリブに助けられたところは大きく、小紅役の照井春佳、紅緒役の松井恵理子、真白役の吉田有里はオーディションで選ばれたが、その際に照井は「最初から『あ、小紅がいる』」「まんま、小紅だなあ」、松井は「変態っぽく湿度がある感じに聞こえるけれど、その中に上品さもある」「小紅や学校の生徒が見ている『紅緒の素晴らしさ』のニュアンスも含まれている」、吉田は「飛び道具が来たな」「（オーディション中に真白として台詞を喋っている声と、挨拶に来てくれた時の声が変わらないため）正直、すごいな」という印象をそれぞれ藤原から持たれた。
オープニングアニメーションは、絵コンテを制作デスクの梅原翔太による下描きを元に、藤原が清書や修正を担当した。梅原は、最初の2回は完成版とは全然違う形でずっとキャラクターが踊っているような感じで描いたところ、全てボツにされたそうである。完成版は曲のイントロの長さを利用して小紅たちの本編では見られない姿が描かれているが、これは藤原の趣味によって盛られた部分が大きく、フェティッシュな絵が多くなった。
エンディングアニメーションは、絵コンテと演出を『GJ部』でもそれを担当していた武山篤が担当したが、彼は平木や美術監督の川口正明、音響効果の小山恭正などと同じく、藤原の依頼で『GJ部』から引き続いて起用された。エンディングアニメーションの絵コンテは、その可愛さから即OKとなった。

### プロモーション
テレビアニメ化は2013年9月21日に発表され、公式サイトの開設に併せてキャストやスタッフも公表された。また、同年10月20日には制作発表番組「テレビアニメ『未確認で進行形』制作発表 〜番組内容は確認しておきます。〜」が、12月8日には特別番組特番「TVアニメ『未確認で進行形』放送まであと1ヶ月くらいSP 〜初だし情報もあるらしいけど、それが何なのかは確認しておきます。〜」が、それぞれニコニコ生放送で配信された。
放送に先駆け公式サイトでは作品イラストを使った「未確認で更新系スクリーンセーバー」やTwitterアイコンが2013年10月16日から無料配布されている。また、同年12月28日に発売された原作単行本第4巻限定版にはアニメーションPVを収録したDVDが付録となった。
2014年3月19日発売のBD / DVD第1巻にテレビ未放送の温泉編を描く新規OVA「見て。あれが私たちの泊まっている旅館よ。」を収録したり、ユニット「ひばり高校1年3組」（小紅、真白、まゆら）のオリジナル楽曲を録り下ろしたキャラクターCDを同梱するなど、全6巻のソフト販売への注力も推進されている。
2013年12月29日開催のコミックマーケット85では、「未確認」をキーワードとして雑誌『ムー』（学研パブリッシング）とのコラボレーションによるフリーペーパー1万部が無料配布された。また、放送開始直前の2014年1月7日には監督とキャスト陣が日枝神社を訪れ、小紅が巨乳安産型であることにちなみ、作品のヒットを祈願した。

### 舞台
本作の舞台は作品で明示されていなかったが、アニメイト郡山店は、本作の舞台を作者の現住地である郡山市であるとしており、地元紙の福島民友も郡山市を本作の舞台、福島県立安積高等学校をひばり高校のモデルとそれぞれ紹介している。2015年12月17日に発売された本作のBD-BOXの特典映像「未確認で旅行形 〜聖地やらそうじゃないのやら色々行ってきたので、とにかく確認してください。〜」には声優3人による福島への旅行の様子が収録されており、福島県が舞台であることが明らかにされた。

### 評価
2014年2月12日にはレコチョクの同年冬アニメランキングで第7位を記録したことが報じられた。同年2月26日にはアキバ総研の同年冬アニメ実力ランキングで第3位を記録したことが報じられ、同年4月10日には同サイトの同年冬アニメ満足度ランキングで第2位を記録したことが報じられた。

### 主題歌
「とまどい→レシピ」
夜ノ森小紅（照井春佳）、夜ノ森紅緒（松井恵理子）、三峰真白（吉田有里）で構成された「みかくにんぐッ！」によるオープニングテーマ。作詞・作曲・編曲はJunky。
「まっしろわーるど」
みかくにんぐッ！によるエンディングテーマ。作詞・作曲・編曲はJunky。
「ほんとのきもち」
夜ノ森小紅（照井春佳）による第12話挿入歌。作詞は小寺可南子、作曲・編曲は市川淳。

### 各話リスト
各話のサブタイトルは登場人物の話した台詞となっている。なお、第3話のサブタイトル「ラブコメの波動を感じる」は、アニメ流行語大賞2014の第5位となった。
| 話数 | サブタイトル                             | 絵コンテ       | 演出            | 作画監督                                      |
| ---- | ---------------------------------------- | -------------- | --------------- | --------------------------------------------- |
| #01  | 何事も最初が肝心です                     | 藤原佳幸       | 藤原佳幸        | 久保茉莉子、曽我篤史                          |
| #02  | ロリ小姑ってのも悪くないわ               | 博多正寿       | 渡辺正彦        | 尾尻進矢、天崎まなむ                          |
| #03  | ラブコメの波動を感じる                   | 吉川博明       | 佐々木奈々子    | 菊永千里                                      |
| #04  | あれはただのへんたいです                 | 川崎逸朗       | 則座誠          | 曽我篤史、手島典子                            |
| #05  | これが経産婦だと                         | こでらかつゆき | 矢花馨 江口大輔 | 伊藤大翼、市原圭子                            |
| #06  | そうだ、小姑でうめよう                   | 吉川博明       | 越田知明        | 大沢美奈                                      |
| #07  | それはそれ、これはこれ                   | こでらかつゆき | 渡辺正彦        | 久保茉莉子、佐藤綾子                          |
| #08  | 妹の悲しみをいやすのは、妹               | 博多正寿       | 深瀬重 新田義方 | 渡邉祐記、世良コータ 小宮山由美子、金子匡邦   |
| #09  | くつじょくです、はずかしめをうけました   | 福田道生       | 渡辺正彦        | 久保茉莉子、市原圭子 伊藤大翼、ウクレレ善似郎 |
| #10  | デレ期という単語を調べたら               | 川畑喬         | 矢花馨          | 久保茉莉子、橋口隼人 小松真梨子               |
| #11  | ハンカチを楽しんでるのよ                 | 吉川博明       | 則座誠          | 菊永千里、KIM YI SUNG 海保仁美、菊池政芳      |
| #12  | わかってる? わかってる                   | 藤原佳幸       | 藤原佳幸        | 菊池愛、天崎まなむ 久保茉莉子、尾尻進矢       |
| OVA  | 見て。あれが私たちの泊まっている旅館よ。 | 吉川博明       | 佐々木奈々子    | 菊永千里、海保仁美                            |
| OVA  | 鴨肉って緑っぽい味がするのね。           | 吉川博明       | 佐々木奈々子    | 菊永千里、海保仁美                            |

### 放送局
| 放送期間                | 放送時間                     | 放送局         | 対象地域   | 備考                          |
| ----------------------- | ---------------------------- | -------------- | ---------- | ----------------------------- |
| 2014年1月9日 - 3月27日  | 木曜 2:13 - 2:43（水曜深夜） | 朝日放送テレビ | 近畿広域圏 | 『水曜アニメ〈水もん〉』第1部 |
|                         | 木曜 21:30 - 22:00           | AT-X           | 日本全域   | CS放送 / リピート放送あり     |
|                         | 木曜 22:00 - 22:30           | TOKYO MX       | 東京都     |                               |
| 2014年1月13日 - 3月31日 | 月曜 0:30 - 1:00（日曜深夜） | BS11           | 日本全域   | BS放送 / 『ANIME+』枠         |

| 配信開始日    | 配信時間           | 配信サイト         |
| ------------- | ------------------ | ------------------ |
| 2014年1月12日 | 日曜 22:00 更新    | バンダイチャンネル |
|               | 日曜 22:00 - 22:30 | ニコニコ生放送     |
|               | 日曜 22:30 更新    | ニコニコチャンネル |
| 2014年1月19日 | 日曜 12:00 更新    | dアニメストア      |

### BD / DVD
| 巻  | 発売日        | 収録話                     | 規格品番   | 規格品番   |
| 巻  | 発売日        | 収録話                     | BD         | DVD        |
| --- | ------------- | -------------------------- | ---------- | ---------- |
| 1   | 2014年3月19日 | 第1話 - 第2話              | TBR-24171D | TDV-24177D |
| 2   | 2014年4月16日 | 第3話 - 第4話              | TBR-24172D | TDV-24178D |
| 3   | 2014年5月14日 | 第5話 - 第6話              | TBR-24173D | TDV-24179D |
| 4   | 2014年6月18日 | 第7話 - 第8話              | TBR-24174D | TDV-24180D |
| 5   | 2014年7月16日 | 第9話 - 第10話             | TBR-24175D | TDV-24181D |
| 6   | 2014年8月20日 | 第11話 - 第12話            | TBR-24176D | TDV-24182D |
| BOX | 2016年2月17日 | 第1話 - 第12話 OVA（後述） | TBR-26042D | -          |

BD第1巻はオリコンチャート週間BD総合ランキングで第9位（アニメ部門では第2位、2014冬のアニメ新番組としては第1位）を記録した。

### OVA
BD・DVDの映像特典や原作単行本付録DVDに収録された、オリジナル短編エピソード。
| 収録                   | サブタイトル                             | 絵コンテ | 演出         | 作画監督           |
| ---------------------- | ---------------------------------------- | -------- | ------------ | ------------------ |
| BD/DVD第1巻            | 見て。あれが私たちの泊まっている旅館よ。 | 吉川博明 | 佐々木奈々子 | 菊永千里、海保仁美 |
| 原作単行本第5巻付録DVD | 鴨肉って緑っぽい味がするのね。           | 吉川博明 | 佐々木奈々子 | 菊永千里、海保仁美 |

### 関連番組
いずれも出演は照井春佳（夜ノ森小紅 役）、松井恵理子（夜ノ森紅緒 役）、吉田有里（三峰真白 役）。
未確認で進行形〜うまく言えないのでラジオで確認してください〜
音泉にて2014年1月14日より6月24日まで配信していたインターネットラジオ。毎週火曜日配信。
ゲスト
・第9回(2014年3月11日) - 佐倉綾音
・第10回(2014年3月18日) - 藤田咲
夜までみんなで╭( ･ㅂ･)وぐッ!
ニコニコ生放送各回終了後の毎週日曜22:30 - 23:30に配信していたトーク番組。アニメ終了翌週の2014年4月6日まで配信。また7月6日には「音泉10周年記念24時間生放送」の企画として特別編が配信された。

### 書籍情報（アニメ）
TVアニメ 未確認で進行形 公式ファンブック MDS OFFICIAL REPORT
発売：2014年6月20日 / 発行：一迅社 / ISBN 978-4-7580-1377-2
イラストギャラリー、キャラクター設定資料、エピソードダイジェスト、絵コンテ、インタビュー（キャスト、スタッフ、原作者）、描き下ろし4コマなどを収録。録り下ろしドラマCD「私が納豆になればいいんですか」を同梱。
TVアニメ 未確認で進行形 キャラクター写真集 Portrait of 小紅★紅緒★真白
発売：2014年8月1日 / 発行：一迅社 / ISBN 978-4-7580-1391-8
小紅・紅緒・真白の描き下ろしプライベートショットのほか、キャラクターQ&Aなど企画ページを収録。

### その他の関連作品
- PS Vita用ゲームソフト「ミラクルガールズフェスティバル」にキャラクターの3DモーションとOP曲とED曲が収録された。
- 映画「アイアムアヒーロー」の劇中、テレビ東京のアニメ作品としてアニメ映像が使用されている。作者からもtwitterで報告された[34]。